# Schreynern
Schreynern byla středověká vesnice nacházející se v oblasti Drahanské vrchoviny poblíž dnešního Krásenska v okrese Vyškov. První písemná zmínka o vesnici pochází z let 1348 a 1351, kdy byla uváděna mezi donačními vesnicemi pustiměřského kláštera. V té době již byla opuštěná, pravděpodobně v důsledku morové epidemie nebo přesídlení obyvatel do úrodnější oblasti. Po vesnici se dochovala rozsáhlá plužina o celkové výměře 135 ha, jejíž členění naznačuje existenci osmi až šestnácti usedlostí. Lokalitu objevil a identifikoval profesor Ervín Černý.

## Historie
Vesnice Schreynern je poprvé zmiňována v letech 1348 a 1351, kdy je uváděna mezi donačními vesnicemi pustiměřského kláštera. V té době však již byla zpustlá, což naznačuje, že k jejímu zániku došlo dříve. Opuštění vsi mohlo být důsledkem morové epidemie, která ve 14. století postihla Evropu, nebo hospodářských změn, které vedly k přesídlení obyvatel do úrodnějších oblastí.
Schreynern bylo menší sídlo, jehož existence je doložena i rozsáhlou plužinou o výměře 135 ha, která se dochovala v terénu. Z jejího členění vyplývá, že vesnice měla osm až šestnáct usedlostí, přičemž lánové jádro směřovalo k místu, kde archeologické průzkumy doložily relikty stavení, velké množství keramiky a mazanice. Tento prostor patrně tvořil centrální část osídlení.
Lokalitu objevil a identifikoval profesor Ervín Černý, který se dlouhodobě zabýval výzkumem zaniklých středověkých osad na Drahanské vrchovině. Na základě povrchových sběrů a archeologického průzkumu byla určena přesná poloha sídla a jeho plužiny. Přesnost vymezení lokality odpovídá rozptylu přibližně 50 metrů, což umožňuje poměrně detailní rekonstrukci původního rozložení vesnice.

## Archeologické nálezy
Lokalita byla identifikována na základě dochovaných terénních nerovností a povrchového průzkumu. Byly zde nalezeny fragmenty keramiky ze vrcholného středověku, doklady železářství a stavební pozůstatky naznačující existenci kamenných domů. Schreynern bylo patrně regionálním centrem řemeslné výroby.

## Památková ochrana
Pozůstatky Schreynernu jsou evidovány v archeologické databázi Národního památkového ústavu a spadají pod archeologickou ochranu. Veškeré stavební zásahy v této lokalitě podléhají schválení odborníků. 